# Balcarres House
Pour les articles homonymes, voir Balcarres.
Balcarres House est un manoir écossais qui se trouve à 1 km au nord du village de Colinsburgh, dans l'East Neuk de Fife, dans l'est de l'Écosse. Le manoir est construit en 1595 par John Lindsay (1552-1598), deuxième fils de David, 9e comte de Crawford. La maison est le siège de la famille du comte de Crawford. La maison actuelle est le résultat d'importants agrandissements au début du XIXe siècle, utilisant une partie d'une fortune faite en Inde, mais conserve une grande partie du manoir d'origine.
Balcarres House est protégée en tant que bâtiment classé de catégorie A, et les terrains sont inclus dans l'inventaire des jardins et des paysages conçus en Écosse, la liste nationale des jardins importants.

## Emplacement
La maison est dans le sud-est de Fife, au sud de l'A915, entre Largoward et Colinsburgh à environ 3 miles de la côte. La ville la plus proche est St Andrews à l'est.
Elle offre une vue vers le sud sur le Firth of Forth et au-delà sur Lothian sur la rive opposée de l'estuaire. Par temps clair, l'horizon d'Édimbourg peut être vu, à 20 miles de distance.

## Histoire
Le nom de Balcarres vient du gaélique baile carrach signifiant habitat rugueux ou pierreux.
La maison est fondée en 1511 par Sir John Stirling de Keir, ayant acquis les terres de la Couronne écossaise à la stricte condition de construire certaines structures et de cultiver la terre. La maison en L qu'il construit survit encore au centre de la maison très étendue.
En 1587, la maison est acquise de Sir John Stirling par John Lindsay, Lord Menmuir (1552-1598), deuxième fils du 9e comte de Crawford. Il achète également d'autres terres à Fife, qui sont créées en baronnie en 1592. Il construit le manoir d'origine en 1595, trois ans avant sa mort. Ce bâtiment d'origine est de conception simple et comprend une maison-tour en plan en Z, qui elle-même incorpore une tourelle antérieure. Cette tour antérieure a été construite par John Stirling de Keir vers 1511.
En 1633, le roi Charles Ier décerne le titre de « Lord Lindsay de Balcarres » à David Lindsay, deuxième fils de John Lindsay. David construit une petite chapelle gothique et y est enterré à sa mort en 1641. La chapelle se dresse toujours près de la route, mais a perdu son toit. Le fils de David, Alexandre, est créé comte de Balcarres en 1651. Lui et sa femme, Anna, soutiennent les royalistes pendant la guerre civile, mourant en exil à Bréda en 1659, tandis que Balcarres est séquestré par les parlementaires. Les Crawford continuent à soutenir les Stuarts et, en 1689 , Colin, 3e comte de Balcarres, est emprisonné puis exilé en tant que partisan du déchu Jacques II. Il est autorisé à retourner en Écosse en 1700, mais participe à l'échec de l'insurrection jacobite de 1715 et est ensuite assigné à résidence à Balcarres. Il fonde plus tard le village immobilier de Colinsburgh au sud de la maison, avant sa mort en 1722.
En 1789, le sixième comte Alexander, vend Balcarres à son frère, Robert Lindsay, qui a acquis une fortune en Inde. Le fils de Robert, le colonel James Lindsay, hérite de la maison en 1836. Il commande une extension substantielle de Balcarres à l'architecte William Burn, en préservant la majeure partie de l'ancienne maison à l'intérieur. Son fils, Coutts Lindsay, construit une autre extension au nord-est et les jardins en terrasses, sur les plans de David Bryce dans les années 1860. En avril 1886, Sir Coutts vend le domaine à son neveu, James Ludovic Lindsay, neuvième comte de Balcarres et vingt-sixième comte de Crawford. Il reste dans la famille du comte.

## Domaine
À l'est de la maison, il y a un rocher sur lequel se dresse une folie. John Blackadder a prêché dans un conventicule sur ce rocher pendant la persécution des Covenanters au XVIIe siècle. La folie est construite vers 1820 et comprend une tour gothique entourée de fausses ruines.
La chapelle du XVIIe siècle est protégée au titre des monuments classés. Le cadran solaire du XVIIe siècle, apporté ici du château de Leuchars, est également répertorié dans la catégorie A. Une maison de douaire de la fin du XVIIe ou du début du XVIIIe siècle se dresse également dans le parc.
Le domaine est représenté par East Neuk Estates, une coentreprise de six familles propriétaires terriennes locales qui continuent à vivre et à gérer leurs domaines, dont certains remontent à l'époque médiévale et sont encore largement agricoles. Les autres domaines sont Balcaskie (famille Anstruther), Elie House (baronnets Nairn), Gilston Estate (famille Baxter), Kilconquhar Estate (famille Lindesay-Bethune) et Strathtyrum (famille Cheape).

## Galerie

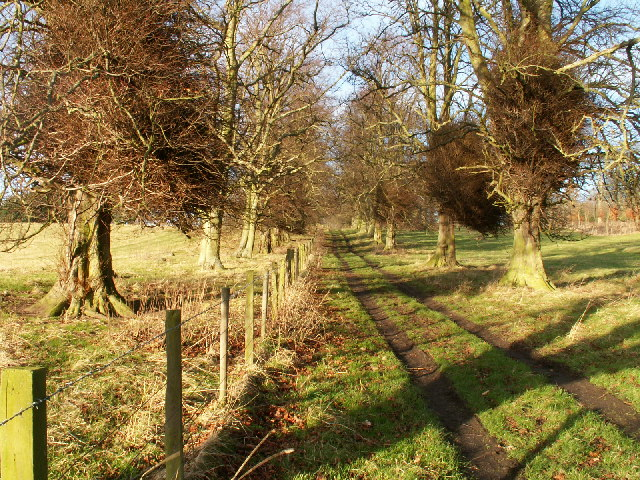
Piste boisée en direction de Balcarres House depuis Colinsburgh.
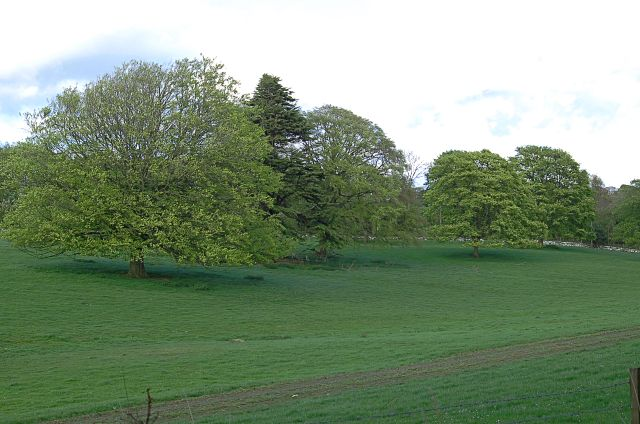
Près de Balcarres : arbres matures et une section de l'allée désaffectée menant à Balcarres House
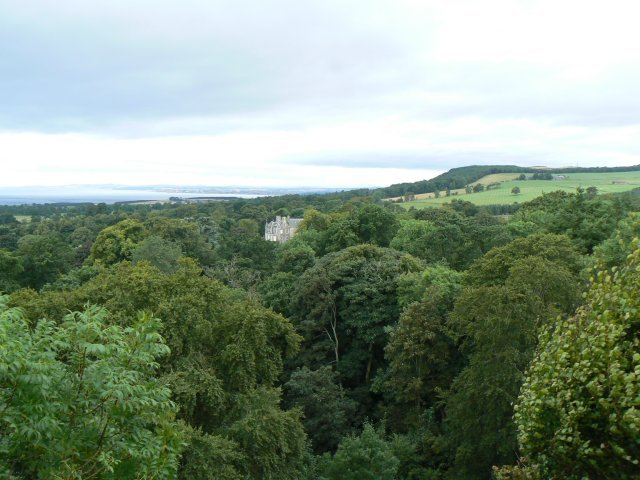
Balcarres House vu de la tour folie au sommet de Balcarres Craig
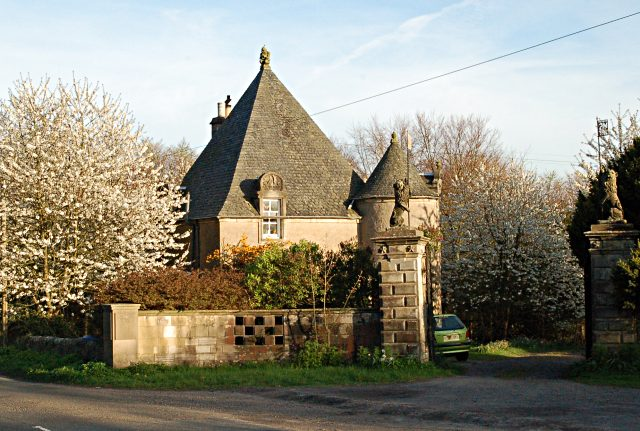
La maison de garde Balniel à Balcarres House
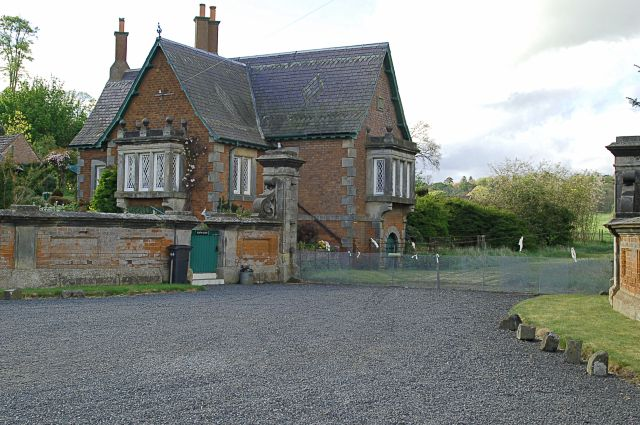
Balcarres Gatehouse, juste à l'est du village
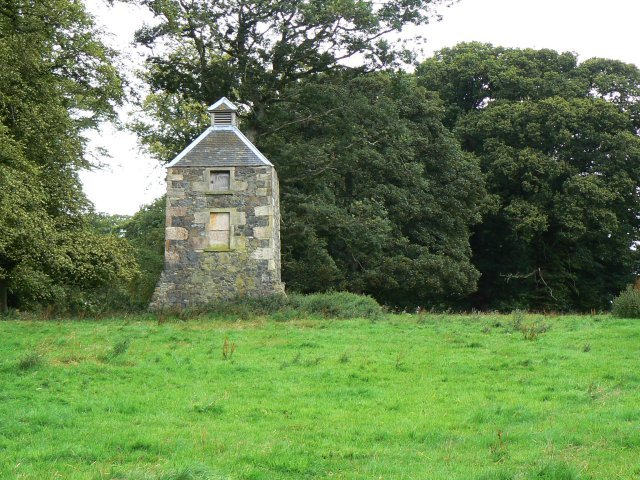
Un doocot substantiel dans le parc de Balcarres House